# Ife East
Ife East è una delle trenta aree a governo locale (local government area) in cui è suddiviso lo stato di Osun, in Nigeria.
Estesa su una superficie di 172 chilometri quadrati, conta una popolazione di 188.087 abitanti.